# Henrik Castenschiold (1818-1908)
 Der er flere personer med dette navn, se Henrik Castenschiold (1783-1856).
Henrik Castenschiold (25. januar 1818 i Slagelse – 19. februar 1908 i København) var en dansk officer, bror til Theodor Christian Castenschiold og Gustav og Ludvig Castenskiold.
Castenschiold var søn af ritmester, senere generalmajor Christian Castenschiold og Henriette Nicoline Trige (Trie). Han blev kadet 1831, sekondløjtnant 1836, premierløjtnant 1847 og var ved Treårskrigens udbrud 1848 adjudant ved 3. kavaleribrigade i Slesvig by, hvor hans fader (som også var hans foresatte) var stationeret. Han kunne ikke forhindre, at hans fader blev taget til fange af tysksindede borgere, og derfor fulgte han med den del af garnisonen, der var forblevet tro mod Danmark, og bevægede sig nordpå. I den efterfølgende krig blev han bl.a. forpostadjudant og deltog i rytterfægtnigen ved Aarhus 31. maj 1849. 1851-54 var han som karakteriseret ritmester til tjeneste ved Slesvigske gendarmerikorps, blev 1854 ritmester af anden og 1859 ritmester af første klasse.
Under den 2. Slesvigske Krig 1864 var han fast forpostkommandør i Dannevirkestillingens midte og deltog her i kampen den 3. februar, og under Dybbøls belejring udfyldte han samme funktion og lagde stor energi og engagement for dagen. 1865 blev han major ved, 1867 oberst og chef for Gardehusarregimentet og forblev som sådan til 1882. 1883 afskedigedes han med generalmajors karakter. Castenschiold, som blandt sine underordnede lød navnet "Jern-Henrik", havde ry for at være en overordentlig kompetent og energisk rytterofficer.
Castenschiold blev kammerherre 1875, Ridder af Dannebrog 1849, Dannebrogsmand 1864, Kommandør af 2. grad 1874 og af 1. grad 1886. Han bar desuden en række udenlandske ordener.
Han ægtede 16. juli 1844 i Næstved Emma Frederikke Tissot (18. september 1820 i Næstved – 3. oktober 1886 i København), datter af urmager Jean Daniel Tissot (1763-1821) og Charlotte Amalie Stengier (1784-1862).
Han er begravet på Garnisons Kirkegård.
Han er gengivet på et litografi af Adolph Kittendorff 1852, efter maleri af Emil Holm af rytterfægtningen ved Aarhus. Der findes fotografier af bl.a. Ludvig Grundtvig og Carl Sonne.